# Abrocoma
Abrocoma je rod osmi druhů malých až středních hlodavců z čeledi činčilákovitých které mají společné české jméno činčilák, stejně jako druhy rodu Cuscomys. Zvířata rodu Abrocoma žijí výhradně v Jižní Americe, ve středních Andách, na území států Peru, Bolívie, Chile a Argentina.

## Popis
Svým vzhledem, hlavně protáhlým čenichem, dlouhým ocasem (osrstěným) a velikosti částečně připomínají krysa a svou hebkou kožešinou zase činčilu, proto byl pro ně vybrán název činčilák. Mají velké oči, ušní boltce, krátké nohy, na předních nohou mají čtyři a na zadních pět prstů s kartáčkem z tuhých štětinek sloužící k údržbě srsti. Jsou to pozemní tvorové kteří ale umně šplhají za potravou i do větví keřů. Tito býložravci mají úkryt ve vyhloubených norách kde vrhnou živá mláďata která samice následně kojí.
Vyskytují se v malých počtech na špatně přístupných místech, byli pozorováni až do nadmořské výšky 5000 m. Některé druhy byly pro vědce objeveny až na přelomu 20. a 21. století; byly dosud pozorovány v několika málo jedincích a jejich chování není ještě podrobně popsáno.

## Taxonomie
Rod Abrocoma, Waterhouse, 1837 je tvořen těmito druhy:
- činčilák argentinský (Abrocoma uspallata) Braun et Mares, 2002
- činčilák Bennettův (Abrocoma bennettii) Waterhouse, 1837
- činčilák bolivijský (Abrocoma boliviensis) Glanz et Anderson, 1990
- činčilák šedý (Abrocoma cinerea) Thomas, 1919
- Abrocoma budini Thomas, 1920
- Abrocoma famatina Thomas, 1920
- Abrocoma shistacea Thomas, 1921
- Abrocoma vaccarum Thomas, 1921